# HK Temyrtau
HK Temyrtau (ros. Хоккейный Клуб Темиртау) – kazachski klub hokejowy z siedzibą w Temyrtau.

## Historia
HK Temyrtau został założony w 2010. Został stowarzyszony z klubem Saryarka Karaganda, działając wobec niego jako zespół farmerski (do 2015 tę rolę pełnił Bierkut Karaganda). Przystąpił do narodowych mistrzostw Wysszaja Liga od sezonu 2015/2016. W drugim sezonie udziału w lidze drużyna dotarła do finału i zdobyła srebrny medal.
Trenerami w klubie zostawali Oleg Guszczin, Andriej Kramarienko. Do 2017 głównym trenerem był Wiaczesław Kasatkin, a w czerwcu 2017 jego miejsce zajął Dmitrij Maksimow. W czerwcu 2019 głównym trenerem drużyny został ogłoszony Jewgienij Korolow.
Po sezonie 2021/2022 klub został wycofany z ligi kazachskiej.

## Sukcesy
- Srebrny medal mistrzostw Kazachstanu: 2017
- Brązowy medal mistrzostw Kazachstanu: 2018